# Antenne redresseuse optique

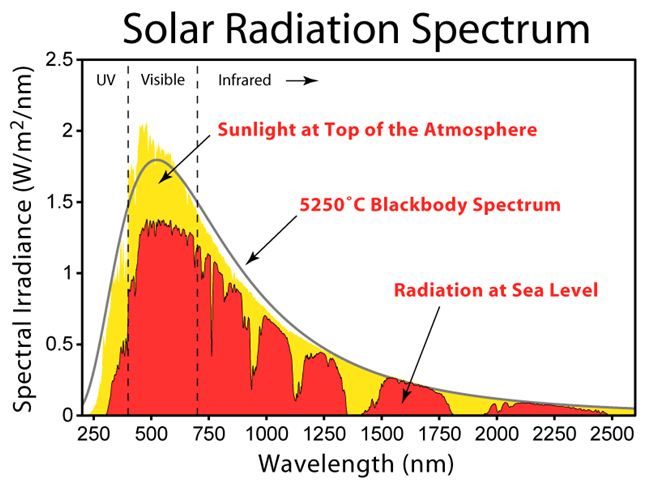
Irradiance spectrale des longueurs d'onde dans le spectre solaire. La zone rouge montre l'irradiance au niveau de la mer. Il y a moins d'irradiance au niveau de la mer en raison de l'absorption de la lumière par l'atmosphère.

Une antenne redresseuse optique (en anglais : optical rectenna) est une antenne redresseuse qui fonctionne avec de la lumière visible ou infrarouge. Une antenne redresseuse est un circuit contenant une antenne et une diode, qui transforme les ondes électromagnétiques en électricité en courant continu. Alors que les antennes redresseuses sont utilisées pour les ondes radio ou micro-ondes, une antenne redresseuse optique fonctionne de la même manière mais avec de la lumière infrarouge ou visible, la transformant en électricité.
Alors que les antennes redresseuses traditionnelles (radio et micro-ondes) sont fondamentalement similaires aux antennes redresseuses optiques, il est beaucoup plus difficile en pratique de fabriquer une antenne redresseuse optique. L'un des défis est que la lumière a une fréquence si élevée, des centaines de térahertz pour la lumière visible, que seuls quelques types de diodes spécialisées peuvent commuter assez rapidement pour la redresser. Un autre défi est que les antennes ont tendance à avoir une taille similaire à une longueur d'onde, de sorte qu'une très petite antenne optique nécessite un processus de fabrication nanotechnologique difficile (pour correspondre à l'intervalle compris entre 400 et 800 nm). Un troisième défi est que, étant très petite, une antenne optique absorbe généralement très peu d'énergie et a donc tendance à produire une tension minuscule dans la diode, ce qui entraîne une faible non-linéarité de la diode et donc un faible rendement. En raison de ces défis et d'autres, les antennes redresseuses optiques ont jusqu'à présent été limitées à des démonstrations en laboratoire, généralement avec une lumière laser focalisée intense produisant une quantité de puissance infime mais mesurable.
Néanmoins, on espère que des réseaux d'antennes redresseuses optiques pourraient éventuellement être un moyen efficace de convertir la lumière du soleil en énergie électrique, produisant de l'énergie solaire plus efficacement que les cellules photovoltaïques conventionnelles. L'idée a été proposée pour la première fois par Robert L. Bailey en 1972. En 2012, seuls quelques dispositifs d'antennes redresseuses optiques ont été construits, démontrant seulement que la conversion d'énergie est possible. On ne sait pas si elles seront jamais aussi rentables ou efficaces que les cellules photovoltaïques conventionnelles.
Le terme nantenna (nano-antenne) est parfois utilisé pour désigner soit une antenne redresseuse optique, soit une antenne optique en elle-même. En 2008, Idaho National Laboratories a conçu une antenne optique pour absorber les longueurs d'onde dans la gamme de 3 à 15 μm (infrarouge moyen). Ces longueurs d'onde correspondent à des énergies photoniques de 0.4 eV jusqu'à 0.08 eV. Sur la base de la théorie des antennes, une antenne optique peut absorber efficacement n'importe quelle longueur d'onde de lumière à condition que la taille de l'antenne soit optimisée pour cette longueur d'onde spécifique. Idéalement, les antennes seraient utilisées pour absorber la lumière à des longueurs d'onde comprises entre 0.4 et 1.6 μm car ces longueurs d'onde ont une énergie plus élevée que l'infrarouge lointain (longueur d'onde plus grande) et représentent environ 85 % du spectre de rayonnement solaire (voir illustration ci-contre).

## Historique
Robert Bailey, avec James C. Fletcher, a reçu un brevet (Brevet US 3760257 ) en 1973 pour un « convertisseur d'énergie des ondes électromagnétiques ». Le dispositif breveté était similaire aux antennes redresseuses optiques modernes. Le brevet traite de l'utilisation d'une diode « du type décrit par [Ali Javan] dans l'IEEE Spectrum, octobre 1971, page 91 », à savoir un détecteur à cristal (une diode à pointe primitive) métallique de 100 nm de diamètre sur une surface métallique recouverte d'une fine couche d'oxyde. Javan aurait redressé de lumière infrarouge de 58 THz. En 1974, T. Gustafson et ses coauteurs ont démontré que ces types d'appareils pouvaient redresser même la lumière visible en courant continu. Alvin M. Marks a reçu un brevet en 1984 pour un appareil indiquant explicitement l'utilisation d'antennes submicroniques pour la conversion directe de la puissance lumineuse à la puissance électrique. L'appareil de Marks a montré des améliorations substantielles de l'efficacité par rapport à l'appareil de Bailey. En 1996, Guang H. Lin a rapporté l'absorption de la lumière résonnante par une nanostructure fabriquée et le redressement de la lumière avec des fréquences dans le spectre visible. En 2002, ITN Energy Systems, Inc. a publié un rapport sur ses travaux sur les antennes optiques couplées à des diodes haute fréquence. ITN a entrepris de construire un réseau d'antennes redresseuses optiques avec une efficacité à un chiffre. Bien qu'ils aient échoué, les problèmes associés à la construction d'une antenne redresseuse optique à haut rendement ont été mieux compris.
En 2015, l'équipe de recherche de Baratunde A. Cola (en) au Georgia Institute of Technology a développé un collecteur d'énergie solaire capable de convertir la lumière optique en courant continu, une antenne redresseuse optique utilisant des nanotubes de carbone. Des réseaux verticaux de nanotubes de carbone multi-feuillets (MWCNT) cultivés sur des substrats revêtus de métal ont été recouverts d'oxyde d'aluminium isolant et entièrement recouverts d'une couche d'électrode métallique. Les petites dimensions des nanotubes agissent comme des antennes, capables de capter des longueurs d'onde optiques. Les MWCNT se doublent également d'une couche de diode à effet tunnel métal-isolant-métal (en) (MIM). En raison du petit diamètre des pointes des MWCNT, cette combinaison forme une diode capable de redresser le rayonnement optique à haute fréquence. L'efficacité de conversion globale obtenue de cet appareil est d'environ 10 − 5 %. Néanmoins, la recherche sur les antennes redresseuses optiques se poursuit.
Le principal inconvénient de ces dispositifs redresseurs à nanotubes de carbone est un manque de stabilité à l'air. La structure de l'appareil annoncée à l'origine par Cola utilisait du calcium comme électrode supérieure semi-transparente car le faible travail de sortie du calcium (2,9 eV) par rapport aux MWCNT (~ 5 eV) crée l'asymétrie de diode nécessaire au redressement optique. Cependant, le calcium métallique est très instable dans l'air et s'oxyde rapidement. Les mesures devaient être effectuées dans une boîte à gants sous un environnement inerte pour éviter la destruction du dispositif. Cela limitait les applications pratiques des dispositifs.
Cola et son équipe ont ensuite résolu les problèmes d'instabilité de l'appareil en modifiant la structure de la diode avec plusieurs couches d'oxyde. En 2018, ils ont annoncé la première antenne redresseuse optique stable à l'air ainsi que des améliorations d'efficacité.
La stabilité à l'air de cette nouvelle génération d'antennes redresseuses a été obtenue en adaptant la barrière à effet tunnel quantique de la diode. Au lieu d'un seul isolant diélectrique, ils ont montré que l'utilisation de plusieurs couches d'oxyde dissemblables améliore les performances de la diode en modifiant la barrière à effet tunnel de la diode. En utilisant des oxydes avec différentes affinités électroniques, l'effet tunnel d'électrons peut être conçu pour produire une réponse de diode asymétrique quelle que soit le travail de sortie des deux électrodes. En utilisant des couches d'Al2O3 et de HfO2, une diode à double isolant (métal-isolant-isolant-métal, MIIM) a été construite et a amélioré la réponse asymétrique de la diode de plus de 10 fois sans avoir besoin de calcium à faible travail de sortie, et le métal supérieur a ensuite été remplacé par de l'argent stable à l'air.
Des efforts futurs ont été entrepris pour améliorer l'efficacité du dispositif en étudiant des matériaux alternatifs, en manipulant les MWCNT et les couches isolantes pour encourager la conduction à l'interface et réduire les résistances au sein de la structure.

## Théorie
La théorie derrière les antennes redresseuses optiques est la même que pour les antennes redresseuses traditionnelles (radio ou micro-ondes). La lumière incidente sur l'antenne fait aller et venir les électrons de l'antenne à la même fréquence que la lumière entrante. Ceci est causé par le champ électrique oscillant de l'onde électromagnétique entrante. Le mouvement des électrons est un courant alternatif dans le circuit d'antenne. Pour être converti en courant continu, ce courant alternatif doit être redressé, ce qui se fait généralement avec une diode. Le courant continu résultant peut ensuite être utilisé pour alimenter une charge externe. La fréquence de résonance des antennes (fréquence qui se traduit par la plus faible impédance et donc la plus grande efficacité) évolue linéairement avec les dimensions physiques de l'antenne selon la théorie simple des antennes micro-ondes. Les longueurs d'onde du spectre solaire vont d'environ 0,3 à 2,0 μm. Ainsi, pour qu'une antenne redresseuse soit un collecteur électromagnétique efficace dans le spectre solaire, elle doit avoir une taille de l'ordre de centaines de nm.
En raison des simplifications utilisées dans la théorie typique des antennes redresseuses, plusieurs complications surviennent lors de la conception des antennes redresseuses optiques. Aux fréquences supérieures à l'infrarouge, presque tout le courant est transporté près de la surface du fil, ce qui réduit la section transversale efficace du fil, entraînant une augmentation de la résistance : c'est l'effet de peau. D'un point de vue purement périphérique, les caractéristiques ne sembleraient plus ohmiques, même si la loi d'Ohm, dans sa forme vectorielle généralisée, est toujours valable.
Une autre complication de la réduction d'échelle est que les diodes utilisées dans les antennes redresseuses à plus grande échelle ne peuvent pas fonctionner à des fréquences aussi élevées (en THz) sans grande perte de puissance. La grande perte de puissance est le résultat de la capacité électrique parasite trouvée dans les diodes à jonction p-n et les diodes Schottky, qui ne peuvent fonctionner efficacement qu'à des fréquences inférieures à 5 THz. Les longueurs d'onde idéales de 0,4 à 1,6 μm correspondent à des fréquences d'environ 190–750 THz, ce qui est beaucoup plus grand que les capacités des diodes typiques. Par conséquent, des diodes alternatives doivent être utilisées pour une conversion de puissance efficace. Dans les dispositifs à antennes redresseuses optiques actuels, des diodes à effet tunnel métal-isolant-métal (en) (MIM) sont utilisées. Contrairement aux diodes Schottky, les diodes MIM ne sont pas affectées par les capacités parasites car elles fonctionnent sur la base de l'effet tunnel d'électrons. Pour cette raison, il a été démontré que les diodes MIM fonctionnent efficacement à des fréquences d'environ 150 THz.

## Avantages
L'un des plus grands avantages revendiqués des antennes redresseuses optiques est leur efficacité théorique élevée. Par rapport à l'efficacité théorique des cellules solaires à simple jonction (30%), les redresseurs optiques semblent avoir un avantage significatif. Cependant, les deux efficacités sont calculées en utilisant des hypothèses différentes. Les hypothèses intervenant dans le calcul des antennes redresseuses sont basées sur l'application du rendement Carnot des capteurs solaires. L'efficacité de Carnot, η, est donnée par
{\displaystyle \eta =1-{\frac {T_{\text{froid}}}{T_{\text{chaud}}}}}
où T froid est la température du corps le plus froid et T chaud est la température du corps le plus chaud. Pour qu'il y ait une conversion d'énergie efficace, la différence de température entre les deux corps doit être importante. R. L. Bailey affirme que les antennes redresseuses ne sont pas limitées par l'efficacité de Carnot, contrairement au photovoltaïque. Cependant, il ne fournit aucun argument pour cette affirmation. De plus, lorsque les mêmes hypothèses utilisées pour obtenir le rendement théorique de 85 % pour les antennes redresseuses sont appliquées aux cellules solaires à simple jonction, le rendement théorique des cellules solaires à simple jonction est également supérieur à 85 %.
L'avantage le plus apparent des redresseurs optiques par rapport au photovoltaïque à semi-conducteur est que les réseaux d'antennes redresseuses peuvent être conçus pour absorber n'importe quelle fréquence de lumière. La fréquence de résonance d'une antenne optique peut être sélectionnée en faisant varier sa longueur. C'est un avantage par rapport au photovoltaïque à semi-conducteur, car pour absorber différentes longueurs d'onde de lumière, différentes bandes interdites sont nécessaires. Afin de faire varier la bande interdite, le semi-conducteur doit être allié ou un semi-conducteur différent doit être utilisé.

## Limites et inconvénients
Comme indiqué précédemment, l'une des principales limitations des antennes redresseuses optiques est la fréquence à laquelle ils fonctionnent. La haute fréquence de la lumière dans la gamme idéale de longueurs d'onde rend l'utilisation de diodes Schottky typiques peu pratique. Bien que les diodes MIM présentent des caractéristiques prometteuses pour une utilisation dans les antennes redresseuses optiques, des progrès supplémentaires sont nécessaires pour fonctionner efficacement à des fréquences plus élevées.
Un autre inconvénient est que les antennes redresseuses optiques actuelles sont produites en utilisant la lithographie à faisceau d'électrons. Ce processus est lent et relativement coûteux car le traitement parallèle n'est pas possible. En règle générale, la lithographie à faisceau d'électrons n'est utilisée qu'à des fins de recherche lorsque des résolutions extrêmement fines sont nécessaires pour une taille d'élément minimale (généralement de l'ordre du nanomètre). Cependant, les techniques photolithographiques ont évolué jusqu'à ce qu'il soit possible d'avoir des tailles minimales de traits de l'ordre de la dizaine de nanomètres, permettant de produire des antennes redresseuses au moyen de la photolithographie.

## Production
Une fois la preuve de concept terminée, des wafers de silicium à l'échelle de laboratoire ont été fabriqués à l'aide de techniques de fabrication de circuits intégrés semi-conducteurs standard. La lithographie à faisceau d'électrons a été utilisée pour fabriquer les réseaux de structures métalliques d'antenne cadre. L'antenne optique se compose de trois parties principales : le plan de masse, la cavité de résonance optique et l'antenne. L'antenne absorbe l'onde électromagnétique, le plan de masse agit pour réfléchir la lumière vers l'antenne, et la cavité de résonance optique plie et concentre la lumière vers l'antenne via le plan de masse. Ce travail n'incluait pas la production de la diode.

### Méthode par lithographie
Idaho National Labs a suivi les étapes suivantes pour fabriquer ses réseaux d'antennes optiques. Un plan de masse métallique a été déposé sur un wafer de silicium nu, suivi d'une couche de silicium amorphe déposée par pulvérisation cathodique. La profondeur de la couche déposée était d'environ un quart de longueur d'onde. Un mince film de manganèse ainsi qu'une surface sélective de fréquence en or (pour filtrer la fréquence souhaitée) ont été déposés pour servir d'antenne. La résine a été appliquée et modelée par lithographie par faisceau d'électrons. Le film d'or a été sélectivement gravé et la résine a été retirée.

### Fabrication rouleau à rouleau
En passant à une plus grande échelle de production, les étapes de traitement en laboratoire telles que l'utilisation de la lithographie à faisceau d'électrons sont lentes et coûteuses. Par conséquent, un procédé de fabrication rouleau à rouleau a été conçu en utilisant une nouvelle technique de fabrication basée sur un modèle maître. Ce modèle maître estampe mécaniquement le modèle de précision sur un substrat flexible peu coûteux et crée ainsi les éléments de boucle métalliques vus dans les étapes de traitement en laboratoire. Le modèle principal fabriqué par Idaho National Laboratories se compose d'environ 10 milliards d'éléments d'antenne sur un wafer de silicium de 8 pouces de diamètre. En utilisant ce processus semi-automatisé, Idaho National Labs a produit un certain nombre de coupons carrés de 4 pouces de côté. Ces coupons ont été combinés pour former une large feuille flexible de réseaux d'antennes. Ce travail n'incluait pas la production de diode.

### Atomic layer deposition
Des chercheurs de l'Université du Connecticut utilisent une technique appelée atomic layer deposition sélective qui est capable de les produire de manière fiable et à l'échelle industrielle. Des recherches sont en cours pour les régler sur les fréquences optimales pour la lumière visible et infrarouge.

## Économie des antennes optiques
Les antennes optiques (en elles-mêmes, en omettant la diode cruciale et d'autres composants) sont moins chères que le photovoltaïque (si l'efficacité est ignorée). Alors que les matériaux et la transformation du photovoltaïque sont chers (actuellement le coût pour des modules photovoltaïques complets est de l'ordre de 430 USD / m2 en 2011 et en baisse), Steven Novack estime le coût actuel du matériel d'antenne lui-même à environ 5 - 11 USD / m2 en 2008. Avec des techniques de traitement appropriées et une sélection de matériaux différente, il estime que le coût global du traitement, une fois correctement mis à l'échelle, ne coûtera pas beaucoup plus. Son prototype était une plaquette mesurant 30 x 61 cm, en plastique, qui ne contenait que 0.60 USD d'or en 2008, avec possibilité de déclassement vers un matériau comme l'aluminium, le cuivre ou l'argent. Le prototype utilisait un substrat en silicium en raison de techniques de traitement familières, mais n'importe quel substrat pouvait théoriquement être utilisé tant que le matériau du plan de masse adhère correctement.

## Recherches futures et objectifs
Dans une interview sur Talk of the Nation de National Public Radio, le Dr Novack a affirmé que les redresseurs optiques pourraient un jour être utilisés pour alimenter les voitures, recharger les téléphones portables et même refroidir les maisons. Novack a affirmé que le dernier d'entre eux fonctionnerait à la fois en absorbant la chaleur infrarouge disponible dans la pièce et en produisant de l'électricité qui pourrait être utilisée pour refroidir davantage la pièce. Cependant, d'autres scientifiques ont contesté cela, affirmant que cela violerait le deuxième principe de la thermodynamique,.
L'amélioration de la diode est un défi important. Il existe deux exigences difficiles : la vitesse et la non-linéarité. Premièrement, la diode doit avoir une vitesse suffisante pour redresser la lumière visible. Deuxièmement, à moins que la lumière entrante ne soit extrêmement intense, la diode doit être extrêmement non linéaire (courant direct beaucoup plus élevé que le courant inverse), afin d'éviter les "fuites de polarisation inverse". Une évaluation de la collecte d'énergie solaire a révélé que, pour obtenir un rendement élevé, la diode aurait besoin d'un courant d'obscurité bien inférieur à 1 μA à 1 V de polarisation inverse. Cette évaluation supposait (de manière optimiste) que l'antenne était un réseau d'antennes directionnelles pointant directement vers le Soleil ; une antenne redresseuse qui collecte la lumière de tout le ciel, comme le fait une cellule solaire au silicium typique, aurait besoin que le courant de polarisation inverse soit encore plus faible, par ordre de grandeur (la diode a simultanément besoin d'un courant de polarisation direct élevé, lié à l'adaptation d'impédance à l'antenne).
Il existe des diodes spéciales pour la haute vitesse (par exemple, les diodes à effet tunnel métal-isolant-métal décrites ci-dessus), et il existe des diodes spéciales pour une non-linéarité élevée, mais il est assez difficile de concevoir une diode qui possède les deux capacités à la fois.
Pour améliorer l'efficacité des antennes redresseuses à base de nanotubes de carbone :
- Travail de sortie faible : Une grande différence de travail de sortie entre les MWCNT est nécessaire pour maximiser l'asymétrie de la diode, ce qui abaisse la tension d'activation requise pour induire une photo-réponse. Le travail de sortie des nanotubes de carbone est de 5 eV et le travail de sortie de la couche supérieure de calcium est de 2,9 eV, ce qui donne une différence de travail de sortie total de 2,1 eV pour la diode MIM.
- Haute transparence : Idéalement, les couches d'électrodes supérieures doivent être transparentes pour permettre à la lumière entrante d'atteindre les antennes MWCNT.
- Faible résistance électrique : l'amélioration de la conductivité de l'appareil augmente la puissance de sortie redressée. Mais il y a d'autres impacts de la résistance sur les performances de l'appareil. L'adaptation d'impédance idéale entre l'antenne et la diode améliore la puissance redressée. L'abaissement des résistances de structure augmente également la fréquence de coupure de la diode, ce qui améliore à son tour la bande passante effective des fréquences rectifiées de la lumière. La tentative actuelle d'utiliser du calcium dans la couche supérieure entraîne une résistance élevée en raison de l'oxydation rapide du calcium.

Les chercheurs espèrent actuellement créer un redresseur capable de convertir environ 50 % de l'absorption de l'antenne en énergie. Un autre axe de recherche portera sur la manière d'adapter correctement le processus à la production de masse. De nouveaux matériaux devront être choisis et testés qui se conformeront facilement à un processus de fabrication rouleau à rouleau. Les objectifs futurs seront de tenter de fabriquer des dispositifs sur des substrats pliables pour créer des cellules solaires flexibles.

### Articles
- Antenne graphène
- Nanolaser (en)